# Patrick Grenthe
Patrick Grenthe, né le 24 mai 1949 à Issy-Les-Moulineaux et mort le 23 mai 2021 à Saint-Brieuc, a été président de la Fédération française de bridge de 2010 à 2018. Patrick Grenthe reçoit la Médaille d'Or de la World Bridge Federation le 18 août 2017

## Bridgeur à Lille et champion de bridge
Il se met mis à bridger à l'âge de 15 ans. Il obtient le titre de champion du monde senior (d'Orsi Bowl) en 2011 et obtient plusieurs titres aux championnats européens de bridge.
Patrick Grenthe crée et organise le marathon de Lille, qui existe de 1998 à 2003. Sponsorisée par la société Tropico alors dirigée par Patrick Grenthe, cette compétition très originale cesse d'exister après la revente de l'entreprise. L'épreuve dure 24 h entre le samedi après-midi et le dimanche après-midi. Avant de commencer le jeu, les équipes de joueurs sont "vendues" aux enchères à des parieurs. Le bénéfice des ventes permet de financer des sandwiches, un petit-déjeuner, des prix pour les joueurs et même une redistribution aux parieurs qui avaient enchéri sur les équipes gagnantes.

## Action à la tête de laFédération française de bridge
- Il obtient que le championnat du monde de bridge 2017[9] soit tenu à Lyon en août 2017. L'organisation de ce championnat est confiée à la Fédération française de bridge que Grenthe préside, et est unanimement saluée comme un succès, quoique le solde financier ait été légèrement déficitaire. Dans la principale épreuve de ces championnats, la Bermuda bowl, la France arrive en finale face à l'équipe américaine et est battue avec une marge extrêmement faible (276 points contre 278), ce qui témoigne de la bonne santé du bridge de compétition français[10].
- Il se bat pendant 8 ans contre une baisse constante du nombre de bridgeurs français, accompagnée d'un vieillissement des bridgeurs, phénomène qui touche tous les autres pays développés sans qu'une solution n'ait été trouvée.
- Un nouveau système informatique est mis en place pour la gestion des compétitions, des tournois divers, l'enregistrement des donnes jouées, des performances des joueurs, etc. Ce système donne satisfaction mais l'investissement est coûteux (environ 3 M€) ce qui a un impact sur l'équilibre financier de la Fédération.
- Grenthe cherche une solution pour déménager la Maison du bridge de Saint-Cloud, considérée comme coûteuse et surdimensionnée.
- Il organise la succession du directeur général de la Fédération, Eric Rémy, gravement malade, démissionnaire en 2017, qui décède peu après.
- Parmi les autres dossiers dont il s'occupe et qui sont toujours d'actualité au moment de son départ : Reconnaissance de la FFB comme fédération sportive, refonte du calendrier des compétitions, remise en route d'un comité de sélection nationale, nouveaux outils pour les clubs[11]

En octobre 2018, à la suite de nouvelles élections, il est remplacé par Patrick Bogacki.

## Vie personnelle et vie professionnelle
Il épouse en 1976 la fille du président de son club de bridge . 
Patrick Grenthe fait une carrière commerciale chez Choky (devenu Tropico) de 1972 à 2006, terminant sa carrière comme PDG de l'entreprise. 